# Chilocarpus conspicuus
Chilocarpus conspicuus är en oleanderväxtart som först beskrevs av Steen., och fick sitt nu gällande namn av Markgraf. Chilocarpus conspicuus ingår i släktet Chilocarpus och familjen oleanderväxter. Inga underarter finns listade i Catalogue of Life.